# Kapytoliwka
Kapytoliwka (ukr. Капитолівка) – wieś na Ukrainie, w obwodzie charkowskim, w rejonie iziumskim. W 2001 liczyła 1485 mieszkańców.